# سابینو کولتا
سابینو کولتا (انگلیسی: Sabino Coletta؛ زادهٔ ۱۲ مهٔ ۱۹۱۴) بازیکن فوتبال اهل آرژانتین است.
از باشگاه‌هایی که در آن بازی کرده‌است می‌توان به باشگاه اتلتیکو ایندپندینته، باشگاه فوتبال فلامینگو، و باشگاه فوتبال لانوس اشاره کرد.
وی همچنین در تیم ملی فوتبال آرژانتین بازی کرده‌است.